# Manifest de Brunswick

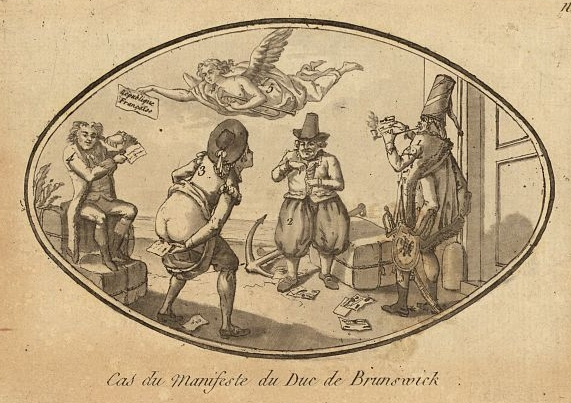
Caricatura que mostra el tractament que va donar la població francesa al Manifest de Brunswick

El Manifest de Brunswick va ser una proclamació emesa per Charles William Ferdinand, Duc de Brunswick, commandant de les Forces Aliades (principalment austríaques i prussianes), el dia 25 de juliol de 1792 a la població de París, França durant la Guerra de la Primera Coalició. Aquest manifest amenaçava que si es feia mal a la  família reial francesa, aleshores, els civils francesos es veurien perjudicats. Era una mesura destinada a intimidar París, tanmateix, encara va ajudar a impulsar més la cada vegada més radical Revolució Francesa i finalment va conduir a la guerra entre la França revolucionària i les monarquies contrarevolucionaris.

## Antecedents
El 20 d'abril de 1792, la França revolucionària va declarar la guerra a Àustria; el 28 d'abril França envaí els Països Baixos austríacs (actual Bèlgica). Prússia s'uní a la guerra contra França, i el 30 de juliol Àustria i Prússia iniciaren la invasió de França esperant ocupar la ciutat de París.

## Manifest de Brunswick
El 25 de juliol, el Duc de Brunswick va emetre el Manifest de Brunswick. En ell es deia que cremarien París fins als seus fonaments si la població de París feia mal a la família reial francesa. Aquest manifest va ser redactat principalment per l'exiliat francès Louis Joseph de Bourbon, Príncep de Condé, i intentava intimidar París. Brunswick va mantenir un correu secret amb Louis XVI i Marie Antoinette, i dos dies abans de fer públic el manifest, va enviar-ne una còpia al Palau de les Teuleries i va ser aprovat pel rei francès i la reina. Molts van creure que aquest manifest era la prova final sobre que els reis col·laboraven amb els Aliats. També l'1 d'agost les Forces Prussianes travessaren el Rin prop Coblenza; en conseqüència, l'Assemblea Nacional ordenà que els ciutadans es preparessin per a la guerra.

## Impacte
El Manifest de Brunswick creà ràbia de la població francesa contra els Aliats. El 10 d'agost hi va haver un aixecament popular al Palau de les Teuleries que va ser protegit per la Guàrdia Suïssa i els guardes van ser massacrats per la multitud. El 20 de setembre els revolucionaris guanyaren la batalla de Valmy i els prussians es van retirar.